# コショウ目
|  | アムボレラ目 スイレン目 アウストロバイレヤ目 センリョウ目 カネラ目 コショウ目 クスノキ目 モクレン目 ショウブ目 オモダカ目 ヤマノイモ目 タコノキ目 ユリ目 キジカクシ目 ダシポゴン科 ヤシ目 イネ目 ツユクサ目 ショウガ目 マツモ目 キンポウゲ目 アワブキ科 ヤマモガシ目 ツゲ目 ヤマグルマ目 グンネラ目 ハマビシ目 ニシキギ目 キントラノオ目 カタバミ目 マメ目 バラ目 ウリ目 ブナ目 フウロソウ目 フトモモ目 クロッソソマ目 ムクロジ目 フエルテア目 アブラナ目 アオイ目 ブドウ目 ユキノシタ目 ビワモドキ科 ベルベリドプシス目 ビャクダン目 ナデシコ目 ミズキ目 ツツジ目 ガリア目 リンドウ目 シソ目 ナス目 モチノキ目 セリ目 キク目 マツムシソウ目 |

コショウ目（コショウもく、Piperales）は、モクレン類に属する被子植物の目の1つ。

## 分類
4科におよそ20属4100種が属する。
- ウマノスズクサ科 Aristolochiaceae - 7-9属500種
- ヒドノラ科 Hydnoraceae - 2属7種
- コショウ科 Piperaceae - 5属約3600種
- ドクダミ科 Saururaceae - 5属6種

## 系統
次のような系統樹が得られている。

|  | ウマノスズクサ科                                          |
|  |                                                           |
|  | ヒドノラ科                                                |
|  |                                                           |
|  | \| \| コショウ科 \| \| \| \| \| \| ドクダミ科 \| \| \| \| |
|  |                                                           |
|  | コショウ科                                                |
|  |                                                           |
|  | ドクダミ科                                                |
|  |                                                           |

|  | コショウ科 |
|  |            |
|  | ドクダミ科 |
|  |            |

## 過去の分類体系
クロンキスト体系ではモクレン亜綱に含められ、花の構造から以下の3科が属す。
- コショウ科 (Piperaceae)
- ドクダミ科 (Saururaceae)
- センリョウ科 (Chloranthaceae)

新エングラー体系では古生花被植物亜綱に含められ、次の4科が属す。
- コショウ科 (Piperaceae)
- ドクダミ科 (Saururaceae)
- センリョウ科 (Chloranthaceae)
- ラクトリス科 (Lactoridaceae)